# Laudato si’

Wappen von Papst Franziskus

Laudato si’ (volgare umbro [„umbrisches Altitaloromanisch“] für „Gelobt seist du“) ist die zweite Enzyklika von Papst Franziskus. Die auf den 24. Mai 2015 datierte und am 18. Juni 2015 in acht Sprachen veröffentlichte Verlautbarung Über die Sorge für das gemeinsame Haus befasst sich schwerpunktmäßig mit dem Themenbereich Umwelt- und Klimaschutz und setzt zudem Zeichen im Hinblick auf bestehende soziale Ungerechtigkeiten und auf die Erschöpfung der natürlichen Ressourcen. In den internationalen Medien wurde die Enzyklika vielfach als Aufruf zu einem weltweiten Umdenken und als Wendemarke in der Kirchengeschichte bezeichnet.

## Titel, Entstehungsgeschichte und Vorstellung

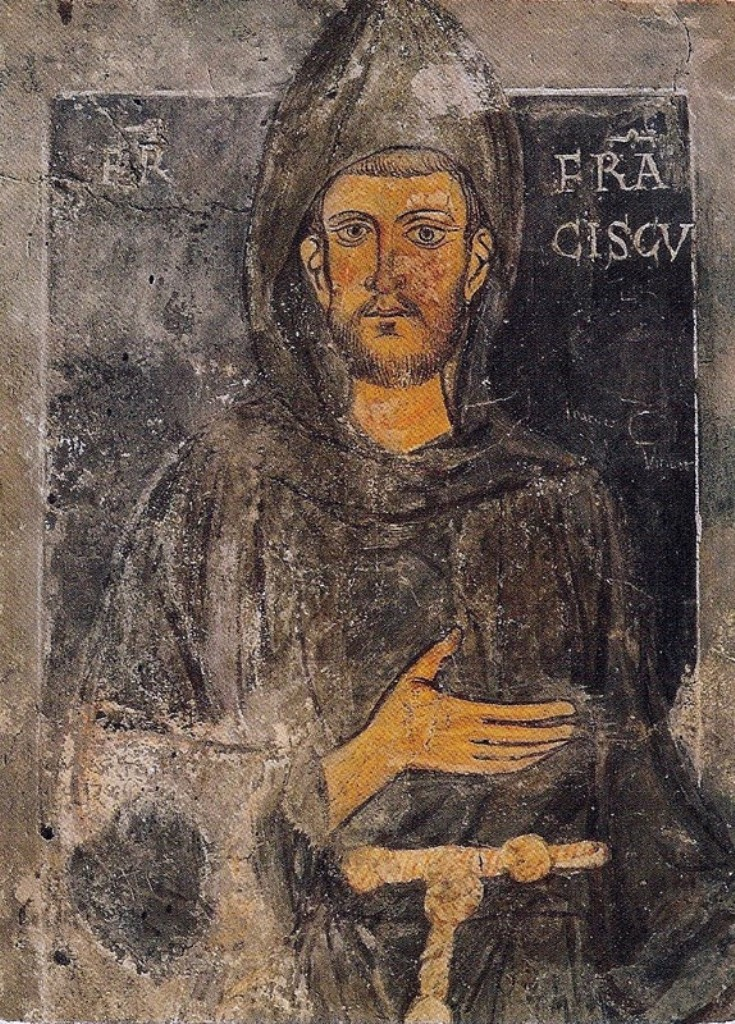
Franz von Assisi, älteste Darstellung (13. Jahrhundert) aus Subiaco

### Titel und Charakterisierung
Die Enzyklika wird, wie bei päpstlichen Texten üblich, nach ihrem Incipit benannt. Titel und Anfangsworte der Enzyklika entstammen dem Sonnengesang des Franz von Assisi, der in der römisch-katholischen Kirche und von vielen Christen anderer Konfessionen als Heiliger verehrt wird: Laudato si’, mi’ signore, cun tucte le tue creature („Gelobt seist du, mein Herr, mit all deinen Geschöpfen“). Papst Franziskus erklärt in der Enzyklika, dass er Franziskus zum Papstnamen wählte, weil für ihn der heilige Franziskus „eine Art Leitbild und eine Inspiration“ sei: „Ich glaube, dass Franziskus das Beispiel schlechthin für die Achtsamkeit gegenüber dem Schwachen und für eine froh und authentisch gelebte ganzheitliche Ökologie ist.“ Für ihn sei Laudato si’ nicht nur eine Umweltenzyklika, sondern darüber hinaus auch eine Sozialenzyklika, betonte er 2021.

### Entstehungsgeschichte
Schon nach seinem Amtsantritt hatte Franziskus eine Umweltenzyklika angekündigt. Der erste Entwurf wurde vom Rat Justitia et pax erstellt, zahlreiche Bischöfe wie Erwin Kräutler arbeiteten zu. Nach mehrfacher Überarbeitung – im Staatssekretariat mit Blick auf politische Implikationen und in der Glaubenskongregation wegen theologischer Aussagen – erfolgte im März 2015 die Endredaktion. Die Urfassung der Enzyklika war in spanischer Sprache verfasst. Seither wurde das Dokument in verschiedene Sprachen übersetzt.
Franziskus beabsichtigte, durch die Enzyklika auf die UN-Klimakonferenz in Paris 2015 Einfluss zu nehmen. Er äußerte in einer Pressekonferenz Mitte Januar 2015: „Wichtig ist, dass zwischen ihrer Veröffentlichung und dem Treffen in Paris ein gewisser zeitlicher Abstand liegt, damit sie einen Beitrag leistet. Das Treffen in Peru [2014] war nichts Besonderes. Mich hat der Mangel an Mut enttäuscht: An einem gewissen Punkt haben sie aufgehört. Hoffen wir, dass in Paris die Vertreter mutiger sein werden, um in dieser Sache voranzukommen.“ Am 28. April veranstaltete die Päpstliche Akademie der Wissenschaften gemeinsam mit dem Sustainable Development Solutions Network (SDSN) der Vereinten Nationen und Religions for Peace eine Konferenz zum Klimawandel (Protect the Earth, Dignify Humanity. The Moral Dimensions of Climate Change and Sustainable Humanity), bei der UN-Generalsekretär Ban Ki-moon die Eröffnungsrede hielt.
Lobbyisten versuchten, Formulierungen der Enzyklika zu beeinflussen. Der Vatikan-Journalist Sandro Magister brach die Sperrfrist und stellte einen ihm vorliegenden Text vorzeitig online; daraufhin wurde ihm vom Vatikan die Akkreditierung entzogen.

### Datierung und Sprachen
Die Enzyklika wurde von Papst Franziskus am 24. Mai 2015, dem Pfingstsonntag, erlassen.
Am 18. Juni 2015 stellten Kardinal Peter Turkson, der orthodoxe Metropolit Ioannis Zizioulas, der Klimaforscher Hans Joachim Schellnhuber vom Potsdam-Institut für Klimafolgenforschung sowie Carolyn Y. Woo, Präsidentin des Catholic Relief Services und bis 2011 Dekanin des Mendoza College of Business, University of Notre Dame, USA, die Enzyklika gemeinsam in einer Pressekonferenz im Vatikan vor. Sie wurde zeitgleich auf Arabisch, Deutsch, Englisch, Französisch, Italienisch, Polnisch, Portugiesisch und Spanisch veröffentlicht. Eine offizielle lateinische Fassung erschien Ende September 2015 mit dem Untertitel De communi domo colenda („Über die Sorge für das gemeinsame Haus“); dabei mussten für eine Reihe von Fachausdrücken Umschreibungen oder Neologismen gefunden werden.

## Inhalt

### Aufbau und Struktur
Die Enzyklika ist in die Einleitung und sechs Kapitel gegliedert und schließt mit zwei Gebeten.
- In einer Einleitung (1–16) wird die Enzyklika in den Kontext vorangegangener päpstlicher Lehrschreiben und anderer Aussagen zur Thematik bis zurück zur Enzyklika Pacem in terris von Papst Johannes XXIII. aus dem Jahre 1963 gestellt. Der Papst spricht weiter über seine Motivation, den Text zu verfassen, und verweist insbesondere auf Franz von Assisi (10–12). Er betont in einem „Aufruf“ die Dringlichkeit des Problems und lädt mit einem Wort des Dankes an die „weltweite ökologische Bewegung“ „zu einem neuen Dialog ein über die Art und Weise, wie wir die Zukunft unseres Planeten gestalten“ (14). Papst Franziskus würdigt ausdrücklich die Beiträge der Ökumene und hier beispielhaft die Beiträge von Patriarch Bartholomäus, den er wörtlich zitiert: „Dass Menschen die biologische Vielfalt in der göttlichen Schöpfung zerstören; dass Menschen die Unversehrtheit der Erde zerstören, indem sie Klimawandel verursachen, indem sie die Erde von ihren natürlichen Wäldern entblößen oder ihre Feuchtgebiete zerstören; dass Menschen anderen Menschen Schaden zufügen und sie krank machen, indem sie die Gewässer der Erde, ihren Boden und ihre Luft mit giftigen Substanzen verschmutzen – all das sind Sünden.“ (8)
- Im ersten Kapitel („Was unserem Haus widerfährt“, 17–61) erfolgt eine umfassende Analyse der Problematik: Umweltverschmutzung und Klimawandel mit den Facetten „Verschmutzung, Abfall und Wegwerfkultur“ (20–26), die Wasserfrage (27–31), der Verlust der biologischen Vielfalt (32–42), Verschlechterung der Lebensqualität und sozialer Niedergang (43–47), weltweite soziale Ungerechtigkeit (48–52). Der Papst kritisiert in Nr. 53–59 „die Schwäche der internationalen politischen Reaktion“ (54), während die Wirtschaftsmächte fortfahren, „das aktuelle weltweite System zu rechtfertigen, in dem eine Spekulation und ein Streben nach finanziellem Ertrag vorherrschen, die dazu neigen, den gesamten Kontext wie auch die Wirkungen auf die Menschenwürde und die Umwelt zu ignorieren.“ (56) Franziskus folgert: „So wird deutlich, dass die Verschlechterung der Umweltbedingungen und die Verschlechterung im menschlichen und ethischen Bereich eng miteinander verbunden sind.“
- Das zweite, umfangreichste Kapitel (62–100) trägt die Überschrift „Das Evangelium von der Schöpfung“. Es würdigt „die verschiedenen kulturellen Reichtümer der Völker, Kunst und Poesie“ und betont, dass „kein Wissenschaftszweig und keine Form der Weisheit beiseitegelassen werden“ dürfe, um eine Ökologie aufzubauen, „die uns gestattet, all das zu sanieren, was wir zerstört haben“ (63). Dem stellt der Papst in jeweils eigenen Abschnitten „die Weisheit der biblischen Erzählungen“ (65–75), „das Geheimnis des Universums“ (76–88), „die Botschaft eines jeden Geschöpfes in der Harmonie der gesamten Schöpfung“ (84–88), „eine universale Gemeinschaft“ (89–92), „die gemeinsame Bestimmung der Güter“ (93–95) und den „Blick Jesu“ (96–100) an die Seite und entfaltet zahlreiche biblische Texte zur Beziehung zwischen Schöpfer und Schöpfung aus der „Überzeugung, dass sämtliche Geschöpfe des Universums, da sie von ein und demselben Vater erschaffen wurden, durch unsichtbare Bande verbunden sind und wir alle miteinander eine Art universale Familie bilden, eine sublime Gemeinschaft, die uns zu einem heiligen, liebevollen und demütigen Respekt bewegt“ (89); Gläubige und Nichtgläubige seien sich heute einig, „dass die Erde im Wesentlichen ein gemeinsames Erbe ist, dessen Früchte allen zugutekommen müssen. Für die Gläubigen verwandelt sich das in eine Frage der Treue gegenüber dem Schöpfer, denn Gott hat die Welt für alle erschaffen. Folglich muss der gesamte ökologische Ansatz eine soziale Perspektive einbeziehen, welche die Grundrechte derer berücksichtigt, die am meisten übergangen werden.“ (93)
- Das dritte Kapitel (101–136) untersucht „die menschliche Wurzel der ökologischen Krise“ und benennt die Technologie in ihrer Ambiguität von Kreativität und Macht (102–105), „die Globalisierung des technokratischen Paradigmas“ (106–114), welches dazu tendiere, auch Wirtschaft und Politik zu beherrschen (109) und wegen seiner Spezialisierung die „große Schwierigkeit, das Ganze in den Blick zu nehmen“, mit sich bringe (110). Der Papst erkennt in der Moderne eine „große anthropozentrische Maßlosigkeit“: „ein prometheischer Traum der Herrschaft über die Welt […], der den Eindruck erweckte, dass die Sorge für die Natur eine Sache der Schwachen sei.“ (116) So sieht er als weiteren Faktor „Krise und Auswirkungen des modernen Anthropozentrismus“ (115–136), nämlich praktischen Relativismus (122–123). Er betont die Notwendigkeit, die Arbeit zu schützen (124–129) und mit der von der Forschung ausgehenden biologischen Innovation verantwortungsvoll umzugehen (130–136).
- Im vierten Kapitel (137–162) entfaltet Franziskus „eine ganzheitliche Ökologie“, so die Überschrift, und thematisiert Umwelt-, Wirtschafts- und Sozialökologie (138–143), Kulturökologie (143–146), eine „Ökologie des Alltagslebens“ (147–155), das Prinzip des Gemeinwohls (156–158) und eine generationsübergreifende Gerechtigkeit (159–162).
- Das fünfte Kapitel (163–201) enthält „einige Leitlinien für Orientierung und Handlung“. Hier wird ein Umweltdialog in der internationalen Politik (164–175) vorgeschlagen, ein Dialog im Hinblick auf neue nationale und lokale politische Konzepte (176–181) sowie Dialog und Transparenz in den Entscheidungsprozessen (182–188). Franziskus hält es für erforderlich, dass „Politik und Wirtschaft im Dialog für die volle menschliche Entfaltung“ stehen (189–198): „Die Politik darf sich nicht der Wirtschaft unterwerfen, und diese darf sich nicht dem Diktat und dem effizienzorientierten Paradigma der Technokratie unterwerfen. Im Hinblick auf das Gemeinwohl besteht für uns heute die dringende Notwendigkeit, dass Politik und Wirtschaft sich im Dialog entschieden in den Dienst des Lebens stellen, besonders in den des menschlichen Lebens.“ (189) Angesichts eines unverantwortlichen Wachstums und unersättlichen Konsums während anderen ein menschenwürdiges Leben noch nicht möglich ist, ist nach Meinung des Papstes „die Stunde gekommen, in einigen Teilen der Welt eine gewisse Rezession zu akzeptieren und Hilfen zu geben, damit in anderen Teilen ein gesunder Aufschwung stattfinden kann.“ (193) Das Kapitel schließt mit Aussagen zum Dialog zwischen Religionen und Wissenschaften (199–201).
- Im sechsten Kapitel (202–245) gibt Papst Franziskus Hinweise zur „ökologischen Erziehung und Spiritualität“ (202–245), d. h. zu einem anderen Lebensstil (203–208) und die „Erziehung zum Bündnis zwischen der Menschheit und der Umwelt“ (209–215). Er ruft auf zur ökologischen Umkehr (216–221) und einem neuen Lebensstil in „Freude und Frieden“ (222–227), geprägt von Kontemplation, Genügsamkeit, Demut und „gelassener Aufmerksamkeit“ sowie „Liebe im zivilen und politischen Bereich“ (228–232). Es folgen Bezüge zu Kernaussagen des christlichen Glaubens: sakramentale Zeichen und Feiertagsruhe (233–237), die Trinität und die Beziehung zwischen den Geschöpfen (238–240). Die Gottesmutter Maria wird als „Königin der ganzen Schöpfung“ gekennzeichnet (241–242). Am Ende steht ein eschatologischer Ausblick „Jenseits der Sonne“ (243–245), die Hoffnung auf ein „neues Jerusalem“, das „gemeinsame Haus des Himmels“.
- Nach „dieser langen frohen und zugleich dramatischen Überlegung“ schließt die Enzyklika mit einem Gebet für unsere Erde und einem Christlichen Gebet mit der Schöpfung (246).

### Positionen und Aussagen
In der Enzyklika spricht sich Papst Franziskus gegen die aktuelle Lebensweise der Menschheit aus, die er als „selbstmörderisch“ bezeichnet (55). Niemals zuvor habe die Menschheit die Umwelt derart schlecht behandelt wie im 19. und 20. Jahrhundert, die Erde scheine sich zu einer „unermesslichen Mülldeponie“ zu entwickeln (21). Insbesondere die globale Erwärmung sei „eine der wichtigsten aktuellen Herausforderungen an die Menschheit“, weswegen es von großer Bedeutung sei, den Treibhausgasausstoß „drastisch“ zu reduzieren und aus der Verbrennung fossiler Energieträger auszusteigen (25f). Dem Schreiben ist zu entnehmen, dass es dringend geboten sei, „dazu politische Programme zu entwickeln“. Der Papst fordert damit eine sogenannte Dekarbonisierung der Weltwirtschaft und einen Erdöl- und Kohleausstieg. Ebenfalls kritisiert der Papst den Konsumismus. Der „Rhythmus des Konsums, der Verschwendung und der Veränderung der Umwelt hat die Kapazität des Planeten derart überschritten, dass der gegenwärtige Lebensstil nur in Katastrophen enden“ könne (161). Ausdrücklich erklärt Franziskus den Zugang zu sauberem Trinkwasser zu einem universalen Menschenrecht, das wirtschaftlichem Profitstreben enthoben sein sollte (30).
Weiterhin kritisiert der Papst die Dominanz der Wirtschaft, insbesondere der Finanzwirtschaft gegenüber der Politik, die einen wirksamen Umweltschutz verhindere (109). Die Unterwerfung der Politik unter die Technologie und das Finanzwesen zeige sich in der Erfolglosigkeit der Weltgipfel über Umweltfragen. Damit einher gingen auch große sozialpolitische Verwerfungen. So verursache der Reichtum in den reichen Staaten unmittelbar die Armut in anderen Staaten, weswegen in Industriestaaten eine Wachstumsverlangsamung geboten sei, um armen Staaten mehr Entwicklungschancen zu bieten. Es sei unvertretbar, dass einige mehr und mehr konsumierten und zerstörten, während andere noch nicht entsprechend ihrer Menschenwürde leben könnten.
Der Papst stützt sich in seiner Enzyklika außer auf frühere kirchliche Verlautbarungen und einige ältere Kirchenlehrer nur auf einen einzigen neuzeitlichen Theologen und Religionsphilosophen, nämlich auf Romano Guardini und sein Nachkriegswerk Das Ende der Neuzeit, in dem Guardini das Verhältnis des Menschen zur Schöpfung, zur Technik und zur Macht thematisiert. Unter Verweis auf Guardini kritisiert der Papst das „technokratische Paradigma“.
Das Menschenbild des Papstes ist bestimmt von einer sozialen Dimension mit ihrer „Fähigkeit, zu erkennen, zu lieben und miteinander zu sprechen“, in der Franziskus den „großen Adel des Menschen“ sieht. Hinzu komme die „transzendente Dimension, seine Offenheit auf das göttliche ‚Du‘ hin“; man könne nicht eine Beziehung zur Umwelt geltend machen, die von den Beziehungen zu den anderen Menschen und zu Gott isoliert sei. (119) „Da alles in Beziehung steht, ist die Verteidigung der Natur auch nicht mit der Rechtfertigung der Abtreibung vereinbar.“ (120) Zur „Humanökologie“ gehört für Papst Franziskus die naturrechtlich begründete Aussage, dass „die Wertschätzung des eigenen Körpers in seiner Weiblichkeit oder Männlichkeit notwendig“ sei, „um in der Begegnung mit dem anderen Geschlecht sich selbst zu erkennen. Auf diese Weise ist es möglich, freudig die besondere Gabe des anderen oder der anderen als Werk Gottes des Schöpfers anzunehmen und sich gegenseitig zu bereichern.“ Daraus folgert er zum Thema Gender, die Einstellung dessen sei „nicht gesund, der den Anspruch erhebt, den Unterschied zwischen den Geschlechtern auszulöschen, weil er sich nicht mehr damit auseinanderzusetzen versteht“ (155).
Zur Stadtentwicklung und Urbanisierung stellt Franziskus kritisch fest: „Heute beobachten wir zum Beispiel das maßlose und ungeordnete Wachsen vieler Städte, die für das Leben ungesund geworden sind, nicht nur aufgrund der Verschmutzung durch toxische Emissionen, sondern auch aufgrund des städtischen Chaos, der Verkehrsprobleme und der visuellen und akustischen Belästigung. Viele Städte sind große unwirtschaftliche Gefüge, die übermäßig viel Energie und Wasser verbrauchen.“ (44)

## Rezeption, Reaktionen und weitere Entwicklung

### Überwiegend anerkennende Stellungnahmen
Klimawissenschaftler stufen die Korrektheit der Enzyklika bezüglich der naturwissenschaftlichen Aussagen zum Thema Klimawandel als „hoch“ ein. Zwar seien ein paar kleinere Ungenauigkeiten enthalten und manche Aussagen könnten so bewertet werden, dass sie die Sicherheit der Wissenschaft in Sachen des menschengemachten Klimawandels untertreiben würden, grundsätzlich gebe die Enzyklika den naturwissenschaftlichen Stand der Forschung aber korrekt wieder. Nicht bewertet wurden von den Wissenschaftlern hingegen Aussagen zu ökonomischen, politischen oder moralischen Implikationen des Klimawandels.
Aus Sicht des Klimaforschers Hans Joachim Schellnhuber ist der Stand der Wissenschaft in der Enzyklika völlig korrekt wiedergegeben. Außerordentlich wichtig an der Enzyklika sei, dass hier die Welt der Religion und die Welt der Wissenschaft zusammengebracht würden. Diese widersprächen sich nicht und könnten nur zusammen der Komplexität der Schöpfung gerecht werden.
Quirin Schiermeier schrieb in Nature, der Aufruf des Papstes zur Lösung des Klimaproblems käme nur zwei Wochen, nachdem die G7-Staaten sich verpflichtet hätten, aus der Nutzung fossiler Energieträger auszusteigen. Die Erklärung, dass es technisch und ökonomisch machbar sei, fossile Energieträger durch sauberere Energieformen zu ersetzen, stimme mit der Meinung vieler Wissenschaftler überein. Allerdings könnte der Gedanke, dass die Energiewende hin zu Erneuerbaren Energien eine moralische Notwendigkeit sei, für viele Katholiken und Nichtkatholiken weltweit ein besseres Argument sein als alle Argumente von Wissenschaftlern und Politikern.
Ein in Nature erschienenes Editorial lobte die Enzyklika ebenfalls. Der Aufruf des Papstes, die Armut zu beenden und ökologische Ressourcen der Welt fair zu teilen seien Forderungen, die die Ziele nachhaltiger Entwicklung der Vereinten Nationen widerspiegeln. Allerdings brächte der Papst einen wichtigen neuen Aspekt in die Diskussion ein. So sei es nicht bloß vorstellbar, der menschlichen Zivilisation eine intakte Zukunft zu sichern ohne auf Kohle, Öl und Gas angewiesen zu sein: Vielmehr sei der Ausstieg aus der Nutzung fossiler Energieträger eine Grundvoraussetzung hierfür.
Marcia McNutt, „Editor in Chief“ von Science nannte in einem Editorial in ihrer Zeitschrift die Enzyklika ein „unverblümtes Klima-Statement“ des Papstes, den sie als den „derzeit sichtbarsten Vorkämpfer für die Eindämmung des Klimawandels“ bezeichnete. Zugleich forderte sie Taten gegen ein Fortschreiten des Klimawandels, die dringend benötigt würden. Die Zeit der Debatte sei vorbei, es müsse dringend gehandelt werden.
Als „wichtigen Weckruf an die Welt“ bezeichnete der Eichstätter Bischof Gregor Maria Hanke die Umweltenzyklika von Papst Franziskus: „Die Erde ist nur mit begrenzten Ressourcen ausgestattet. Ein Wirtschaftssystem, das auf immer mehr Ressourcenverbrauch zur Ausweitung des Konsums setzt, hat daher keine Zukunft… Zu Recht fordere Franziskus ein weltweites Umdenken und eine nachhaltige ökologische Wirtschaft.“ Der Vorsitzende der Deutschen Bischofskonferenz, Kardinal Reinhard Marx, rief bei der Vorstellung der Enzyklika in München die Wirtschaft auf, sich auf die Kritik des Papstes am reinen Profitdenken einzulassen: Auch die Wirtschaft sollte Interesse daran haben, über den Kapitalismus hinaus zu denken. Die Chancen stünden gut, dass der Papsttext eine weltweite Debatte auslösen und weitreichende politische Auswirkungen haben werde. Auch die Kirche selber sei gefordert: Die Pfarreien sollten sich dafür einsetzen, „die Städte zu einem ökologisch ansprechenden Lebensraum zu machen“.
Der Journalist und römisch-katholische Theologe Daniel Deckers schrieb in der FAZ: „Die von Menschen gemachte Klimaveränderung und die Übernutzung der natürlichen Ressourcen sind lebens- und damit gottesfeindlich. So klar hat noch kein Papst gesprochen. Beispiellos auch die kluge Abwägung von Nutzen und Risiken der Gentechnik, erhellend und ganz und gar unbestreitbar auch die Bestimmung der Umwelt als ‚Kollektivgut‘ und die Erinnerung an die Gemeinwohlpflichtigkeit des Privateigentums.“ Seiner Ansicht zufolge verbänden sich jedoch immer wieder „die klassisch-katholischen Vorbehalte gegen eine ordoliberale Wirtschafts- und Gesellschaftsordnung mit den üblichen Verurteilungen aller möglichen Ismen von Anthropozentrismus über Konsumismus bis Hedonismus zu einem moralinsauren Gebräu“.
Die Enzyklika weist für den Sozialphilosophen Michael Reder in eine neue Richtung in der Kirchengeschichte. „Sie setzt das Denken der Kirche radikal auf ein neues Gleis.“ Im selben Tenor lobte die Franz von Assisi Akademie zum Schutz der Erde in Eichstätt den „langersehnten grünen Kurswechsel der Katholischen Kirche“. Als „gelungene Provokation“ begrüßte Christoph Bals von Germanwatch die Enzyklika: „Der Papst eröffnet eine Debatte über die globale Wegwerfkultur.“ Greenpeace leitet einen klaren Handlungsbedarf aus dem Rundschreiben ab: „Franziskus verlange, sofort mit dem Ausstieg aus klimazerstörenden fossilen Energien zu beginnen.“ Der Umweltverband WWF forderte, dass die Kirche selbst ihren Worten auch Taten folgen lasse.
Für den Jesuiten Bernd Hagenkord, Leiter der deutschsprachigen Redaktion von Radio Vatikan, ist die Enzyklika „mehr als nur Öko“. Das erste Mal nehme ein Papst zum Klimawandel Stellung und greife damit in die aktuelle Klimapolitik – in Bezug auf die COP 21 (Paris 2015) – ein: Mehrfach hätte er im vergangenen Jahr betont, dass diese Enzyklika ein Beitrag zu den internationalen politischen Debatten sein solle, zunächst für die UNO in New York, bei der im September über die „Ziele nachhaltiger Entwicklung“ verhandelt werden soll, und dann für die Weltklimakonferenz im Dezember in Paris. Es fehle – so der Papst – an einer Kultur und an Leadership genauso wie an dem Willen, den eigenen Lebensstil, die Produktionsbedingungen und den Konsum zu ändern.
Die Sozialethiker Bernhard Emunds, Leiter des Oswald von Nell-Breuning-Instituts für Wirtschafts- und Gesellschaftsethik, und Matthias Möhring-Hesse, Katholisch-Theologische Fakultät der Universität Tübingen, sehen die Bedeutung der Enzyklika vor allem darin, dass sie dazu einlädt, aus dem Vertrauen auf das Evangelium von Gottes guter Schöpfung heraus der Menschheit eine Politik der öko-sozialen Transformation zuzutrauen. Die Botschaft laute: „Die öko-soziale Transformation ist machbar; sie überfordert uns weder moralisch, noch politisch oder technisch.“
Der brasilianische Theologe Leonardo Boff stellt fest, dass viele Ausdrücke und Redensarten die Handschrift Lateinamerikas tragen: „Themen wie die ‚Pflege des gemeinsamen Hauses‘, ‚Mutter Erde‘, ‚Schrei der Erde‘, ‚Schrei der Armen‘, Fürsorge und die gegenseitige Abhängigkeit aller Lebewesen voneinander – sie alle gehen auf die Kirchen in Lateinamerika zurück.“ Die Struktur der Enzyklika unterliegt dem methodischen Ritual, das von der Kirche in Lateinamerika praktiziert wird, und der theologischen Reflexion, die an die Befreiungstheologie anknüpft, zu der sich Papst Franziskus bekennt. Boff betont auch den Bezug zur Armutsproblematik: „Die Opfer der Umweltzerstörung auf unserem Planeten sind zuallererst die Armen.“
Franziskus nimmt für den „Amazonas-Bischof“ Erwin Kräutler „kein Blatt vor den Mund und klagt das heutige Wirtschaftssystem an, das auf Gewinnmaximierung um jeden Preis abzielt“. Besonders berühren Erwin Kräutler Stellen, „in denen von Amazonien und der Bedeutung der tropischen Regenwälder die Rede ist, dort wo der Papst auf die Rechte der indigenen Völker zu sprechen kommt. Für sie hat ihr Land keinen wirtschaftlichen Wert, sondern es ist ein Geschenk Gottes, es ist heiliges Land, in dem ihre Vorfahren ruhen, das ihre Identität ausmacht und ihre Werteskala bestimmt. Bei der ersten Lektüre habe ich sofort gespürt, dass der Papst nicht von einer anonymen Umwelt spricht, etwas außerhalb von uns, sondern genau das feststellt, was ich im Zusammenhang mit den indigenen Völkern Amazoniens seit Jahren vertrete: Die Umwelt ist unsere ‚Mit-Welt‘. Ohne sie leben wir nicht.“

### Kritik
Kritik aus Kreisen der Klimawandelleugner

Kritik an der Enzyklika kam vor allem aus den Reihen von Klimawandelleugnern. „Die Kirche sollte für die Armen sprechen, die billige und verlässliche Kohleenergie benötigen“, so Christopher Monckton vom amerikanischen Think Tank Heartland Institute; der Papst habe sich jedoch auf die Seite der wohlhabenden „Profiteure der Untergangsstimmung“ gestellt. Der republikanische US-Präsidentschaftskandidat und Katholik Jeb Bush sagte nach Erscheinen der Enzyklika: „Ich bekomme meine Wirtschaftspolitik nicht von meinen Bischöfen, Kardinälen oder dem Papst vorgeschrieben“; es gebe „technologische Lösungen für so ziemlich alles“. Der Erzbischof von Washington, Donald Kardinal Wuerl, hatte bereits vor Erscheinen der Enzyklika geäußert, Umweltschutz sei gewiss wichtig, er dürfe allerdings „die wirtschaftliche Entwicklung nicht gefährden“.
Kritik an zu wenig Mut zu Empfängnisverhütung und Familienplanung

Kritisiert wurde der Papst auch in Nature  dafür, dass er sich nicht zur Empfängnisverhütung geäußert habe. Die Bedeutung der Familienplanung sei bei einer Weltbevölkerung, die auf 10 Mrd. Menschen zusteuere, klar ersichtlich. Der Vatikan sei mutig gewesen in Bezug auf den Klimawandel. Wenn es ihm aber ernst sei mit dem Schicksal des Planeten sowie seiner Bewohner, dann müsse er in Bezug auf die Empfängnisverhütung jedoch noch mutiger sein.
Die heutigen Religionen und Denkmuster stammen aus der Zeit der leeren Welt
Ernst Ulrich von Weizsäcker ging 2017 in seinem Buch Wir sind dran. Club of Rome: Der große Bericht in Teil 2 tiefer auf die »philosophische Krise« unserer Zivilisation ein. Die heutigen Religionen und Denkmuster stammen alle aus der Zeit der leeren Welt (Herman Daly) und eignen sich nicht für die volle Welt. Daraus resultiert die Anregung, dass wir auf eine neue Aufklärung zusteuern sollten. Sie sollte statt Doktrinen die Tugend der Balance betonen, z. B. die Balance zwischen Mensch und Natur, Kurzfrist und Langfrist oder öffentlichen und privaten Gütern.

### Folgeveranstaltungen
Am 21. Juli 2015 veranstalteten die Päpstlichen Akademien der Wissenschaften und der Sozialwissenschaften im Vatikan die Tagung Modern Slavery and Climate Change: The Commitment of the Cities, bei der etwa 50 Bürgermeister aus Großstädten in aller Welt sich mit Papst Franziskus über Klimawandel und über moderne Formen der Sklaverei austauschten. Im Anschluss, am 22. Juli 2015 kamen bei einem Symposium gemeinsam mit dem SDSN zum Thema Prosperity, People and Planet in the Cities Regierungsmitglieder und Entscheidungsträger im Bereich der Stadtentwicklung zusammen, um sich darüber auszutauschen, wie Städte die Umsetzung der neuen Ziele nachhaltiger Entwicklung voranbringen können.
Am 25. September 2015 sprach Papst Franziskus vor der Hauptversammlung der Vereinten Nationen in New York anlässlich der Eröffnung des UN-Gipfels zur Umsetzung der Post-2015-Agenda zur nachhaltigen Entwicklung (UN Summit to adopt the post-2015 development agenda). Er legte den Schwerpunkt seiner Rede auf die weltweite Ungleichheit: die Armen seien von der Gesellschaft „weggeworfen“ und müssten gleichzeitig von „Weggeworfenem“ leben. Die Staatengemeinschaft rief er dazu auf, nachprüfbare Entschlossenheit zu demonstrieren; die „unverantwortliche Zügellosigkeit einer allein von Gewinn- und Machtstreben geleiteten Weltwirtschaft“ dürfe nicht verharmlost werden. Die Ausgrenzung der sozial Schwachen bezeichnete er in seiner Rede als die „völlige Verweigerung menschlicher Brüderlichkeit“ und einen „schweren Angriff auf die Menschenrechte“.

### Oratorium
Im Auftrag des Bistums Limburg schrieb Helmut Schlegel den Text für das Oratorium „Laudato si’ – Ein franziskanisches Magnificat“ mit Musik von Peter Reulein. Dieses Werk basiert auf dem Magnificat in Latein und beinhaltet unter anderem Texte von Papst Franziskus aus der Enzyklika Laudato si’. Die Uraufführung des Oratoriums fand am 6. November 2016 im Limburger Dom statt.

### Fortsetzung der Umweltenzyklika
Im August 2023 kündigte Papst Franziskus einen Fortsetzungstext an. Das Apostolische Schreiben mit dem Titel Laudate Deum („Lobet Gott“) erschien am Gedenktag des heiligen Franz von Assisi, dem 4. Oktober, und geht besonders auf die Klimakrise ein.

## Laudato-Si’-Bewegung und Laudato-Si’-Aktionsprogramm
Mit der Veröffentlichung der Enzyklika begann 2015 eine weltweite, informelle Laudato-Si’-Bewegung. 2021 wurde die 2015 gegründete Global Catholic Climate Movement in Laudato Si Movement umbenannt und der Name „Laudato Si Movement“ des Internetportals Laudatosi.org auf die Bewegung übertragen. 2022 bestand die Laudato-Si’-Bewegung aus 967 Mitgliedsorganisationen, 11539 Laudato-Si’-Animateuren, 204 Laudato-Si’-Zirkeln und 58 nationalen Sektionen. Am 4. Oktober 2021 startete das Dikasterium für die ganzheitliche Entwicklung des Menschen das Laudato-Si’-Aktionsprogramm.
Ziele der Bewegung sind:
- Schutz der natürlichen Umwelt und somit der Menschheit
- Hilfe für die Armen dieser Welt
- Schaffen einer ökologischen Ökonomie
- Annehmen eines nachhaltigen Lebensstils
- Förderung der ökologischen Bildung
- Förderung der ökologischen Spiritualität
- Schaffen von starken Gemeinschaften

## Deutsche Ausgabe
- Laudato si: die Umwelt-Enzyklika des Papstes. Vollständige Ausgabe. Herder, Freiburg i.Br. 2015, ISBN 978-3-451-35000-9.
- Laudato si: Über die Sorge für das gemeinsame Haus. Die Umwelt-Enzyklika mit Einführung und Themenschlüssel. Camino, Stuttgart 2015, ISBN 978-3-460-32134-2.